# Nước tự trị Tây Florida thuộc Anh
Nước tự trị Tây Florida thuộc Anh (tiếng Anh: Dominion of British West Florida) là một nhà nước ly khai được thành lập vào năm 2005 "dựa trên cách diễn giải kỳ dị về các sự kiện lịch sử thực tế" và có trụ sở tại vùng duyên hải vịnh Mexico của Hoa Kỳ. Nó tuyên bố lãnh thổ của thuộc địa thế kỷ 18 Tây Florida, bao gồm phần đất giữa các bang Alabama, Louisiana, Mississippi và Florida.
Nước tự trị tuyên bố đang "phấn đấu để trở thành một phần của Thịnh vượng chung, ngang hàng với Canada, New Zealand, Úc, Antigua và Barbuda, Saint Kitts và Nevis, và Bahamas". Quốc gia này không được bất kỳ chính phủ nào công nhận, cũng như không thực hiện bất cứ quyền hạn nào đối với lãnh thổ họ tuyên bố chủ quyền, vì phần lớn chỉ giới hạn trên Internet.

## Lịch sử
Vi quốc gia này được thành lập vào tháng 11 năm 2005 nhằm "tái khẳng định chủ quyền của nước Anh" đối với khu vực, bởi một cá nhân chỉ được xác định trên trang web của vi quốc gia, tự xưng là "Robert VII, Công tước Florida".
Nước tự trị đã phát hành tem lọ lem và đúc tiền kim loại bảng Anh, do Jorge Vidal sản xuất và phát hành.
Florida trở thành một phần của Hoa Kỳ vào năm 1821 theo Hiệp ước Adams – Onís, nhưng những người sáng lập vi quốc gia này khẳng định rằng chủ quyền của khu vực này đã thực sự thuộc về Vương quốc Anh vào năm 1808, sau khi vua Charles IV của Tây Ban Nha thoái vị. Cách giải thích các sự kiện lịch sử này không được bất cứ sử gia chính thống nào ủng hộ.